# David Barnea

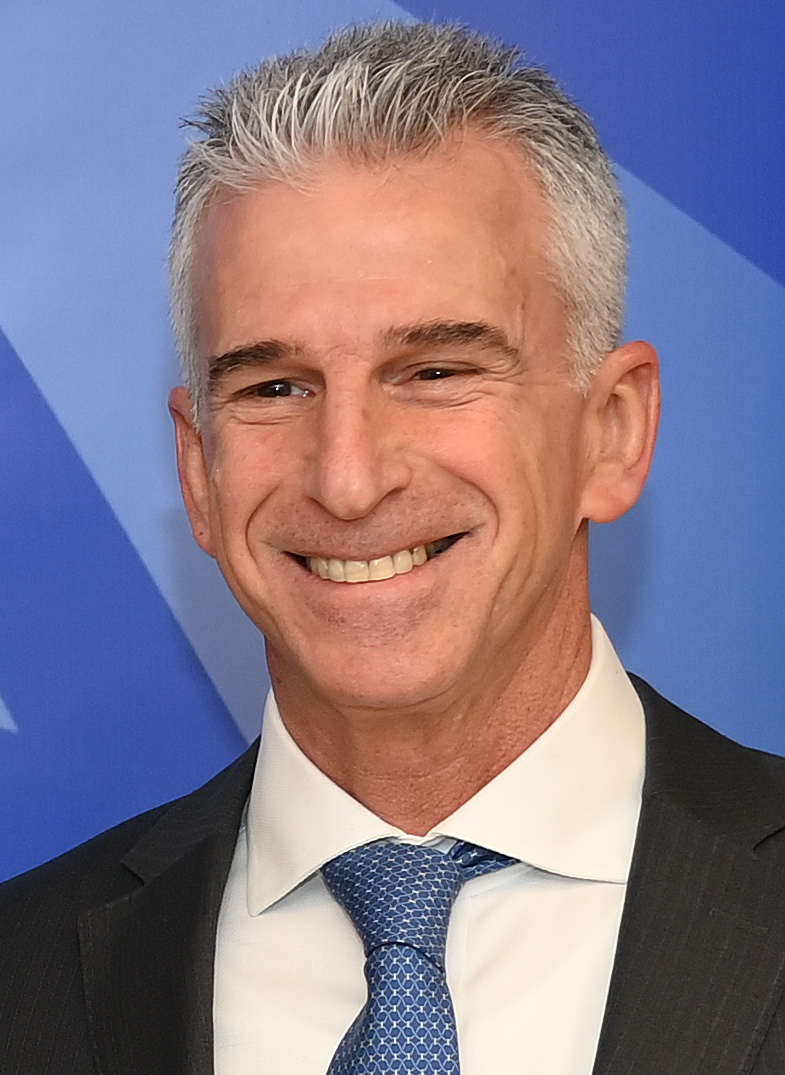
David Barnea (2022)

David „Dedi“ Barnea (hebräisch דוד (דדי) ברנע; * 29. März 1965 in Aschkelon) ist ein israelischer Offizier, von 2019 bis Juni 2021 war er stellvertretender Direktor des Auslandsgeheimdienstes Mossad. Seit Juni 2021 leitet er die Behörde als Nachfolger von Yossi Cohen.

## Biografie
Barnea wurde in Ashkelon geboren und wuchs in Rischon LeZion auf. Sein Vater Josef Brunner (Barnea) floh mit seiner Familie vor den Nationalsozialisten aus Deutschland und wanderte im Alter von drei Jahren nach Israel aus. Josef war Absolvent des Hapoel HaMizrachi Yeshiva in Bnei Berak und trat im Alter von 16 Jahren dem Palmach bei. Er kämpfte mit dem Dritten Bataillon der Organisation in Al-Nabi Yusha' und Safed und diente dann als Offizier im Rang eines Oberstleutnants in der Israelischen Luftwaffe. Er war auch Manager bei Tadiran. Seine Mutter Naomi wurde an Bord der SS Patria geboren und arbeitete später als Lehrerin und Schulleiterin. Barnea absolvierte das Militärinternat für Kommando in Tel Aviv-Jaffa und trat 1983 in die IDF ein. Er leistete seinen Militärdienst beim Generalstabsaufklärungsregiment Sajeret Matkal. Später studierte er in den USA und erwarb einen Bachelor-Abschluss vom New York Institute of Technology und einen MBA von der Pace University. Anschließend arbeitete er als Businessmanager bei einer Investmentbank in Israel.

## Karriere
1996 trat er dem Mossad bei. Er absolvierte einen Kurs für Rekrutierungsoffiziere und diente in der Division Tsomet, wo er operative Einheiten in Israel und im Ausland kommandierte. Zweieinhalb Jahre lang war er stellvertretender Leiter der Division Keshet. 2013 wurde er zum Leiter der Tzomet-Division ernannt, wo vier Auszeichnungen für die nationale Sicherheit Israels an die von ihm geleitete Division verliehen wurden.
Im Januar 2018 war Barnea an der Operation beteiligt, das geheime Nukleararchiv des Iran in Teheran zu stehlen und aus dem Land zu schmuggeln. Den erbeuteten Dokumenten wurde eine wichtige Rolle bei der Entscheidung von US-Präsident Donald Trump zugeschrieben, vom Atomabkommen mit dem Iran zurückzutreten.
2019 wurde er zum stellvertretenden Leiter des Mossad ernannt. Am 15. Dezember 2020 beschloss der israelische Premierminister Benjamin Netanjahu, ihn zum Nachfolger von Cohen zu berufen. Seine Ernennung wurde aber aus Geheimschutzgründen bis kurz vor seinem Amtsantritt geheim gehalten.

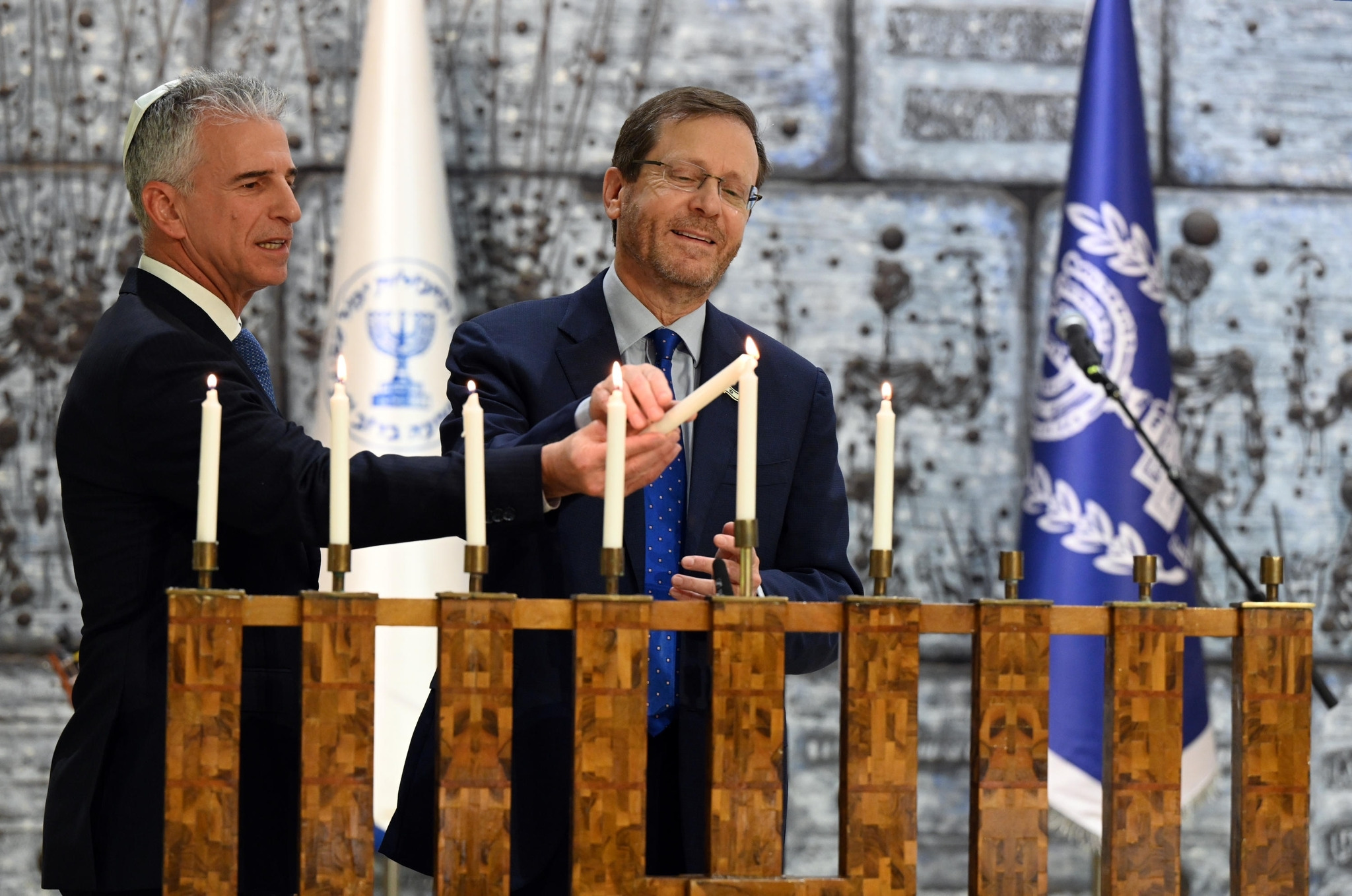
Barnea und Staatspräsident Jitzchak Herzog im Dezember 2022

### Haltung zur Justizreform 2023
Die Süddeutsche Zeitung berichtete im August 2023, Barnea habe sich in einem internen Treffen gegen die Justizreform der rechtsreligiösen Regierung gestellt. Ihm werde das Zitat zugeschrieben: „Wenn sich eine Verfassungskrise entfaltet, werde ich auf der richtigen Seite der Geschichte stehen.“ Die Zeitung vermutet, dass er damit die liberalen Israelis meint, die einen starken Obersten Gerichtshof zur Kontrolle der Regierung bewahren wollen.

### Finanzierung der Hamas
Bei einem Treffen im September 2023 mit katarischen Beamten wurde Barnea die Frage gestellt, ob Israel weiterhin wolle, dass die Zahlungen Katars an die Hamas fortgesetzt werden. Da die Regierung von Netanyahu beschlossen hatte, diese Politik fortzusetzen, bejahte Barnea. Der Auslandsgeheimdienst Mossad ist derjenige, der direkt dem Ministerpräsidenten unterstellt ist. Ministerpräsident Netanjahu meinte, eine starke Hamas im Gazastreifen sei als Gegengewicht zur Palästinensischen Autonomiebehörde im Westjordanland von Vorteil, da so das palästinensische Lager gespalten sei und der politischen Druck auf Israel, Verhandlungen über einen palästinensischen Staat zu führen, verringert werde. 
Die israelische Regierung begrüßte das Geld aus Katar. Selbst als das israelische Militär Schlachtpläne für eine Hamas-Invasion erhielt und Analysten unmittelbar hinter der Grenze in Gaza bedeutende Übungen beobachteten, wurden die Zahlungen fortgesetzt. Jahrelang eskortierten israelische Geheimdienstoffiziere sogar einen katarischen Beamten nach Gaza, wo er Geld aus Koffern voller Millionen Dollar verteilte.

## Privates
Barnea ist verheiratet, Vater von vier Kindern und lebt mit seiner Familie in der Scharonebene. Er hat einen Bruder, der Charedi ist.